# Station Morze
Station Morze is een spoorwegstation in de Poolse plaats Morze.